# Paraeuchaeta arabica
Paraeuchaeta arabica is een eenoogkreeftjessoort uit de familie van de Euchaetidae. De wetenschappelijke naam van de soort is voor het eerst geldig gepubliceerd in 1931 door Sciacchitano.